# Peachtree City
Peachtree City ist eine Stadt im Fayette County im US-Bundesstaat Georgia.
Das U.S. Census Bureau ermittelte bei der Volkszählung 2020 eine Einwohnerzahl von 38.244..

## Geographie
Peachtree City liegt rund 10 Kilometer westlich von Fayetteville sowie etwa 40 Kilometer südlich von Atlanta. Im Norden grenzt die Stadt direkt an Tyrone. Im Stadtgebiet von Peachtree City liegen die Seen Lake McIntosh, Lake Kedron, Lake Peachtree und Wynns Pond.

## Geschichte
Das Gebiet um das heutige Peachtree City wurde einst von Muskogee-Indianern unter ihrem Häuptling William McIntosh bewohnt. Am 9. März 1959 wurde Peachtree City als Planstadt gegründet. Das Baukonzept sah vor, die Stadt in mehrere villages aufzuteilen. Diese Stadtteile heißen Aberdeen, Braelinn, Glenloch, Kedron und Wilksmoor. Ursprünglich sah die Planung eine Einwohnerzahl von 75.000 bis 80.000 vor. In den 1970er Jahren wurde die Kapazität auf 40.000 bis 50.000 herabgesetzt.

## Demographische Daten
Laut der Volkszählung von 2010 verteilten sich die damaligen 34.364 Einwohner auf 12.726 bewohnte Haushalte, was einen Schnitt von 2,69 Personen pro Haushalt ergibt. Insgesamt bestehen 13.538 Haushalte.
77,5 % der Haushalte waren Familienhaushalte (bestehend aus verheirateten Paaren mit oder ohne Nachkommen bzw. einem Elternteil mit Nachkomme) mit einer durchschnittlichen Größe von 3,10 Personen. In 40,2 % aller Haushalte lebten Kinder unter 18 Jahren sowie in 22,8 % aller Haushalte Personen mit mindestens 65 Jahren.
29,8 % der Bevölkerung waren jünger als 20 Jahre, 17,5 % waren 20 bis 39 Jahre alt, 34,5 % waren 40 bis 59 Jahre alt und 18,2 % waren mindestens 60 Jahre alt. Das mittlere Alter betrug 42 Jahre. 48,3 % der Bevölkerung waren männlich und 51,7 % weiblich.
82,3 % der Bevölkerung bezeichneten sich als Weiße, 7,4 % als Afroamerikaner, 0,3 % als Indianer und 5,3 % als Asian Americans. 2,3 % gaben die Angehörigkeit zu einer anderen Ethnie und 2,4 % zu mehreren Ethnien an. 7,1 % der Bevölkerung bestand aus Hispanics oder Latinos.
Das durchschnittliche Jahreseinkommen pro Haushalt lag bei 90.051 USD, dabei lebten 5,8 % der Bevölkerung unter der Armutsgrenze.

## Verkehr
Peachtree City wird von den Georgia State Routes 54 und 74 durchquert. Der Flugplatz Atlanta Regional Airport befindet sich im südlichen Stadtgebiet von Peachtree City. Der nächste internationale Flughafen ist der Flughafen Atlanta (rund 35 km nördlich).
Peachtree City hat ein System von Golfmobilwegen, die sich durch die Stadt spinnen und ein sekundäres Mittel des Zugangs zu fast jedem Ziel innerhalb der Stadtgrenzen bieten. Diese Mehrzweckpfade erstrecken sich über 140 km durch die Stadt. Viele Geschäfte verfügen über speziell ausgewiesene Golfwagen-Parkplätze. Das Peachtree City Police Department hat mehrere Golfwagen, mit denen man entlang dieser Pfade patrouillieren kann.

## Kriminalität
Die Kriminalitätsrate lag im Jahr 2010 mit 79 Punkten (US-Durchschnitt: 266 Punkte) im niedrigen Bereich. Es gab zwei Vergewaltigungen, drei Raubüberfälle, sieben Körperverletzungen, 44 Einbrüche, 365 Diebstähle, 66 Autodiebstähle und acht Brandstiftungen.

## Persönlichkeiten
- Nancy Augustyniak (* 1979), Fußballspielerin
- Kevin King (* 1991), Tennisspieler
- Cole Campbell (* 2006), Fußballspieler